# Vladimir Vasilyev
Pas d'image ? Cliquez ici
Vladimir Vasilyev, né le 11 août 1969, à Tver est un pilote russe de rallye-raid.

## Palmarès
- Baja de Russie : vainqueur 2013, avec Konstantin Zhiltsov, vainqueur en 2020 et 2021

### Rallye Dakar
- 2013 : 16e
- 2014 : 10e, avec Vitaliy Yevtyekhov
- 2015 : 5e,  (1 étape) avec Konstantin Zhiltsov
- 2016 : 8e
- 2019 : Exclusion
- 2020 : Abandon
- 2021 : 6e
- 2022 : 10e

### Africa Eco Race
- Africa Eco Race 2017 : Victoire, avec Konstantin Zhiltsov

### Coupe du monde des rallyes tout-terrain
- Vainqueur de l'édition 2014, avec Konstantin Zhiltsov, sur Mini All 4 Racing

### Abu Dhabi Desert Challenge
- Vainqueur de l'édition 2014, avec Konstantin Zhiltsov
- Vainqueur de l'édition 2015, avec Konstantin Zhiltsov

### Qatar Sealine Cross Country Rally
- 2e de l'édition 2015, avec Konstantin Zhiltsov